# 国東市立安岐中央小学校
国東市立安岐中央小学校（くにさきしりつ あきちゅうおうしょうがっこう）は、大分県国東市にある公立小学校。

## 沿革
- 2008年（平成20年）
  - 3月27日 - 校舎落成。
  - 4月1日 - 朝来・西武蔵・西安岐・南安岐の各小学校を統合し、本校開校。
  - 4月x日 - 旧4校対面式挙行
- 2009年（平成21年） - 電子黒板・地デジ対応テレビ設置。図書館新システム導入。
- 2010年（平成22年） - 校舎1階ボード壁カビ防止工事実施。進級指導教室開設。
- 2011年（平成23年） - 校舎1階ボード壁カビ防止工事実施。テント倉庫設置。

## 通学区域
- 安岐町（両子・富清・糸永・明治・朝来・矢川・山浦・掛樋・油留木・吉松・瀬戸田・成久・中園・大添・山口・下山口・西本）[1]

## 周辺
- 国東市立安岐中学校 - 同一敷地内かつ、主な進学先。
- 国東市立安岐中央幼稚園 - 同一敷地内かつ、進級前幼稚園。
- 大分県道34号豊後高田安岐線
- 大分県道404号糸原杵築線
  - 上記県道2路線は、本校付近で交差する。
- 荒木川
  - 西本橋
- コミュニティ広場
- 国東市役所安岐総合支所（旧:安岐町役場）

## アクセス
- 国東観光バス南安岐線で、「安岐中学校」バス停下車（運行は平日のみで、本数は僅少）。
- JR日豊本線杵築駅から、路線バスで杵築バスターミナルまで行き、上述の日東観光バスに乗り換えし、「安岐中学校」バス停下車。